# Activiteitenclub
Een activiteitenclub is een club, vereniging of commerciële onderneming waarbij de leden, veelal alleengaanden, activiteiten op het gebied van uitgaan, sport, spel, vakantie etc. met elkaar ondernemen. Meestal is het doel van deze clubs niet om mensen in romantische zin met elkaar in contact te brengen.
Bij activiteitenclubs op niet-commerciële basis, waarvan het lidmaatschap meestal kosteloos is, worden de activiteiten doorgaans op vrijwillige basis georganiseerd door de leden zelf. Hierdoor kan het voorkomen dat na een tijd het aantal activiteiten en de animo afneemt. Commerciële activiteitenbureaus daarentegen dragen er zorg voor dat er altijd een breed assortiment activiteiten beschikbaar is. Daar staat tegenover dat het lidmaatschap niet gratis is.